# Phortica conifera
Phortica conifera är en tvåvingeart som först beskrevs av Toyohi Okada 1977.  Phortica conifera ingår i släktet Phortica och familjen daggflugor. Inga underarter finns listade i Catalogue of Life.